# Ranomafanacrinus nigrinus
Ranomafanacrinus nigrinus is een keversoort uit de familie glanzende bloemkevers (Phalacridae). De wetenschappelijke naam van de soort werd in 2013 gepubliceerd door Gimmel.